# Cooper Industries
Die Cooper Industries plc war ein ursprünglich US-amerikanisches Unternehmen mit Konzernsitz in Dublin in Irland und US-amerikanischem Hauptsitz in Houston, Texas. Gegründet wurde das Unternehmen 1833 in Mount Vernon im Bundesstaat Ohio. Es ist eines der ältesten noch bestehenden Großunternehmen der USA.
2012 wurde das Unternehmen von der Eaton Corporation übernommen. Cooper notierte zuvor an der New York Stock Exchange und war seit den 1940er Jahren bis zu seiner Übernahme hauptsächlich in der Werkzeugbau- und Elektrotechnik-Industrie aktiv.

## Geschichte
Cooper Industries wurde 1833 von den Brüdern Charles und Elias Cooper gegründet. Das Unternehmen begann als Gießerei in Mount Vernon, Ohio und hieß ursprünglich C&E Cooper Company. Zu den ersten Produktangeboten von Cooper gehörten Pflüge, Schweinetröge, Wasserkocher und Öfen. Mitte des 19. Jahrhunderts konzentrierte sich das Unternehmen auf Dampfmaschinen.
Als Ende des 19. Jahrhunderts die Verwendung von Dampfkraft zurückging, verlagerte Cooper seinen Schwerpunkt auf die Produktion von Motoren. Zu Beginn des 20. Jahrhunderts war Cooper Industries zum amerikanischen Marktführer für Pipeline-Kompressionsmotoren geworden, Produkte, die die Entwicklung der wachsenden Öl- und Gasindustrie mit ermöglichten. In diesem Zeitraum fand auch eine Fusion mit der Bessemer Gas Engine Company statt, auf die noch heute in Coopers Aktiensymbol (CBE) verwiesen wird.
In den 1940er Jahren spielte Cooper eine Rolle in den Bemühungen der USA im Zweiten Weltkrieg und lieferte Motorkomponenten, die fast alle Schiffe der Minensucherflotte der Navy antrieben, sowie die berühmten Liberty-Frachter, die rund 75 % der von den Alliierten Kräften verwendeten Materialien beförderten. Nach dem Krieg unternahm Cooper Anstrengungen, sich zu diversifizieren und erweiterte sein Produktportfolio um elektrische Produkte, Energieausrüstung, Automobilprodukte, Werkzeuge und Hardware. Zentrale Akquisitionen in dieser Zeit waren Crouse-Hinds (1981) und McGraw-Edison (1985).
Ende August 2009 beschloss der Konzern, seinen Sitz von den Bermuda-Inseln nach Irland zu verlegen. Die Sitzverlegung nach Dublin sollte am 8. September 2009 vollzogen werden. Damit verbunden war auch die Umwandlung von Cooper Industries in eine Aktiengesellschaft nach irischem Recht.
2012 wurde Cooper Industries für 11,8 Milliarden US-Dollar von der US-amerikanischen Eaton Corporation übernommen, die daraufhin ihren Sitz nach Irland verlegte.